# Bube-Benga-Sprachen
Die Bube-Benga-Sprachen sind eine Sprachgruppe innerhalb der Guthrie-Zone A der Bantusprachen. Sie wird als Zone A30 klassifiziert und enthält als Untergruppe die Yasa-Sprachen, denen die Sprachen Yasa und Ngumbi zugeordnet werden.
Die fünf in den Bube-Benga-Sprachgruppe enthaltenen Einzelsprachen werden von circa 65.500 Menschen in Äquatorialguinea, Kamerun und Gabun gesprochen. 
Die einzelnen Sprachen sind:

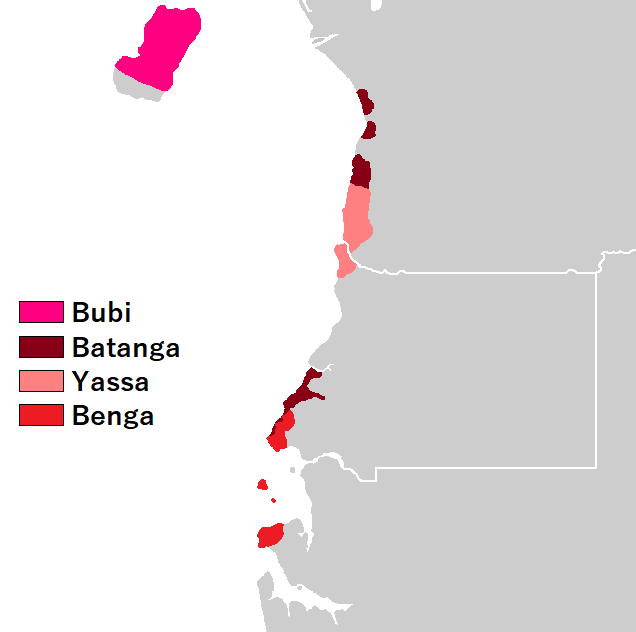
Verbreitungsgebiet der Bube-Benga-Sprachen

- Bube, 40.000 Sprecher in Äquatorialguinea
- Batanga, 15.000 Sprecher in Äquatorialguinea und Kamerun
- Benga, 4100 Sprecher in Äquatorialguinea und Gabun
- Yasa-Sprachen:
  - Ngumbi, 4000 Sprecher in Äquatorialguinea
  - Yasa, 2400 Sprecher in Kamerun, Äquatorialguinea und Gabun